# Église Notre-Dame-de-Bonne-Nouvelle
De Église Notre-Dame-de-Bonne-Nouvelle (Onze-Lieve-Vrouwe van de Blijde Boodschapkerk) is een rooms-katholieke kerk in de Franse hoofdstad Parijs, gesitueerd aan de Rue de la Lune in het 2e arrondissement.

## Geschiedenis
In 1563 werd op de huidige locatie een kapel gebouwd, gewijd aan de Maria-Boodschap. Nog geen 30 jaar later, in 1591, werd de kapel alweer verwoest tijdens de belegering van Parijs door de toekomstige koning Hendrik IV. Anna van Oostenrijk legde in 1624 de eerste steen voor de bouw van een nieuwe kerk. Deze hield het langer vol, maar in 1823 werd ook dit gebouw weer afgebroken. De klokkentoren bleef echter behouden, en is nog steeds te bewonderen.
De huidige kerk werd van 1823 tot 1830 gebouwd, naar een ontwerp van de architect Étienne-Hippolyte Godde. Hij liet zich inspireren door de Église Saint-Philippe-du-Roule, en ontwierp een neoclassicistische basiliek. In het gebouw zijn onder andere terug te vinden:
- Twee standbeelden uit de 16e en 17e eeuw
- Een veertigtal schilderijen, waaronder werken van Abel de Cujol, Auguste Hesse en Georges Lallemant.